# ميس مدغشقري
ميس مدغشقري (الاسم العلمي:Celtis madagascariensis) هو نوع من النباتات يتبع جنس الميس من الفصيلة القنبية.